# Greta Benzelia
Greta (Margareta) Benzelia, född 17 mars 1708, död 27 december 1772 i Köpenhamn, var dotter till ärkebiskopen Erik Benzelius d.y. och Anna Swedenborg: hon var sondotter till Erik Benzelius d.ä. och systerdotter till Emanuel Swedenborg samt tremänning till Sara Elisabeth Moraea. Benzelia omnämns i kvinnoforskningen och ses som ett exempel på en normbrytare av samtidens kvinnoideal. Samtidigt tycks alla aspekter av hennes levnadsstil inte alltid ha setts som så skandalartade i hennes samtid, vilket också ses som intressant i den historiska forskningen då det gäller att bedöma den frihet en kvinna ur högreståndsmiljö kunde ha under hennes samtid. 
Den detaljerade beskrivningen av hennes normbrytande livsstil anses ovanlig och intressant ur genushistorisk synvinkel. Hennes skilsmässorättegång 1731–1733 var en uppmärksammad skandal under samtiden. 

## Biografi

### Bakgrund
Benzelia växte upp i Uppsala. Hon levde redan som ogift ett mycket fritt liv och umgicks tillsammans med några väninnor ur andra högreståndsfamiljer fritt med stadens studenter. Hon deltog ofta i studenternas festligheter och tyckte om att klä ut sig. År 1726 fick fadern en utnämning som biskop i Göteborg. Benzelia ville inte lämna Uppsala, vilket troligen var orsaken till att hon tackade ja till ett arrangerat äktenskap med den trettio år äldre akademisekreteraren Andreas Norrelius. Hon fick en stor hemgift, och Norrelius ville också bli ingift i hennes inflytelserika familj. Bröllopet ägde rum 29 december 1726. Vid bröllopet ställde hon till en skandal då hon med sina vänner arrangerade en burlesk utklädningsscen. Benzelia vägrade också att fullborda äktenskapet, och sov i stället hos sina föräldrar, hos pigorna eller sin vän, Anders Celsius syster Sara Maria Celsia.

### Äktenskap
Efter vigseln fortsatte hon att delta i studenternas upptåg med utklädningar och tillbringade nätterna i studenternas sällskap där hon spelade och sjöng och svor med dem. Hon skötte heller inte makens hushåll åt honom. Hennes sätt att klä sig som en man gör att hon, i likhet med Maria Skytte, pekats ut som ett konkret exempel på att kvinnor kunde klä sig i manskläder för att begå äktenskapsbrott eller bryta mot de dåtida sexuella restriktionerna för kvinnor. 
En natt tillbringade hon med en student, Zelling, som hyrde rum ovanpå makarnas, och då maken träffade henne utanför sade hon att hon besökt sin mor: Norrelius och Zelling råkade då i slagsmål. Hennes mor vägrade att lägga sig i saken, och hennes svärmor på landet lyckades heller inte få henne att avstå från nattlivet med sina "glada öltokar". 
Benzelia delade flera gånger säng med unga män och pojkar, men då Norrelius klagade, protesterade hennes mor mot hans klagomål. Att dela säng med en person av motsatt kön uppfattades under denna tid inte nödvändigtvis som könsumgänge: den allmänna moralen tillät att personer av olika kön sov i samma säng utan att ta för givet att de hade samlag. Bland annat förekom det att tonåringar gjorde detta som en del av uppvaktningsritualen, så kallat nattfrieri, och det accepterades så länge den ena låg under täcket och den andra ovanpå. I Benzelias fall tycks maken ha tagit illa upp, men initialt inte fått gehör. Norrelius bad förgäves hennes föräldrar att ta henne med sig då de slutligen bosatte sig i Göteborg.
Benzelia underhöll sin vän Anna Stierneman till höga kostnader för Norrelius, företog vilda hästritter genom stan med sin gifta väninna Rothof, utövade skjutövningar från bostaden i det Svedbergska huset och bröt sig in i huset då maken en natt försökte låsa henne ute. När saken anmäldes utfärdade konsistoriet en kallelse till Norrelius pigor, men Benzelia gick då dit och förklarade att hennes pigor inte lydde under konsistorium. När Norrelius hade lämnat henne utan pengar vid en resa till Stockholm sålde hon av lösöret, makens favoritko och förklarade att hon tänkte göra fjorton guldringar att ge till vackra gossar.

### Separation och skilsmässa
År 1731 kallades hon till sina föräldrar i Göteborg och makarna separerade. När Norrelius föreslog skilsmässa skickades hon dock tillbaka. När hon anlände flydde maken bakvägen för att hämta hjälp medan Benzelia plundrade huset och hyrde in sig hos krögaren madam Sahlstedt. Där umgicks hon om nätterna med studenterna. Hon delade under denna tid säng med bland andra grevarna Spens, 16 och 18 år gamla, och en greve Wulfenstierna, 17 år. År 1732 blev det skilsmässa. Benzelia beskylldes för att ha fört ett lösaktigt leverne, det vill säga haft ett utomäktenskapligt sexualliv med flera manliga partners, särskilt under de två månader hon bott hos Sahlstedt. Inga vittnesmål lades dock fram för detta. 
Situationen förändrades i början av 1732, när det framkom att hon var gravid. Hon avslöjade faderns namn, men bad om att det skulle hemlighållas. Fadern till sonen uppges ha varit hovrättsfiskal Johan Gerdesköld, men han svor sig fri. Uppsala rådhusrätt dömde henne 1733 som skyldig till äktenskapsbrott, fråntog henne morgongåvan och förklarade äktenskapet upplöst, med förbud att gifta om sig så länge Norrelius förblev ogift, och dömde henne till böter och uppenbar kyrkoplikt. Straffet om uppenbar kyrkoplikt verkställdes dock inte av hänsyn till fadern och farbrodern utan omvandlades till böter.  
Efter domen reste hon till faderns gård på landet för att föda sitt barn. Hennes barn, en son, blev som vuxen inblandad i penningförfalskning och avrättades medan modern fortfarande var vid livet. Enligt Linnés Nemesis divina umgicks Benzelia med ryska officerare under kriget 1743, möjligen som prostituerad, och utsattes för misshandel av dem. Hon levde därefter en tid i Norge i misär. Hon avled slutligen utfattig i Köpenhamn. Hennes före detta make Norrelius gifte om sig 1744.

### Eftermäle
Skilsmässorättegången blev en välkänd skandal i samtiden. År 1738 framförde hennes far en officiell protest till kung Fredrik I över hans äktenskapsbrott med Hedvig Taube, och kungen tillbakavisade då kritiken med argumentet att biskopen inte hade tillräckligt välordnade familjeförhållanden själv för att kunna tillrättavisa andra, med hänvisning till skandalen kring Greta Benzelia.

## Greta Benzelia inom fiktion
Greta Benzelia spelades av Ingar Sigvardsdotter i TV-serien Linné och hans apostlar från 2004.